# Novakid
Novakid — это международная образовательная платформа по изучению английского языка детей от 4 до 12 лет. Занятия проходят онлайн с использованием цифровых технологий и элементов геймификации.

## История
Novakid основали IT-предприниматели Максим Азаров и Дмитрий Малин. Методику преподавания и обучающие программы разработала Эми Кролевецкая.
Проект стартовал осенью 2017 года сразу в нескольких странах, в начале 2018 года был запущен в Польше и Турции.
В 2019—2020 годах Novakid вышла на рынки Испании, Италии, Франции, Германии и стран Восточной Европы. В этот же период онлайн-платформа заработала в ряде государств Ближнего Востока и Северной Африки: Катаре, Саудовской Аравии, Йемене. В конце 2020 года компания вышла на рынки Японии, Южной Кореи, Индонезии и Малайзии. К 2020 году клиентская база компании составила 250 тыс. человек, активные подписчики — свыше 25 тыс. человек.
По состоянию на начало 2022 года Novakid работает в 49 странах мира. Клиентская база онлайн-платформы насчитывает более 500 тыс. человек, из которых 70 тыс. являются постоянными активными пользователями. За 5 лет существования Novakid провела более 2,5 млн интерактивных уроков английского языка.

## Формат обучения
Программа обучения разбита на пять уровней, рассчитанных на учеников разного возраста и степени подготовки. Система уровней соответствует классификации CEFR. На всех этапах обучения используются мини-игры, интерактивные задания, система виртуальных поощрений и другие элементы геймификации.
В основе методики преподавания английского в Novakid лежит коммуникативный подход. Акцент делается на усвоении нового материала через общение и диалог с учителем. Для обучения детей младшего возраста применяется техника полного физического реагирования, игровые задания и система поощрений. С учениками старшего возраста работают по методике предметно-языкового интегрированного обучения. Вместе с учителем студенты обсуждают вопросы экологии, биографии известных личностей, достопримечательности планеты и события всемирной истории.

## Технологии
Обучение строится на платформе собственной разработки, в которой задействованы технологии виртуальной реальности и геймификации.
Используется модель массовых ролевых онлайн-игр (MMORPG), благодаря которой ученики взаимодействуют друг с другом и зарабатывают личные «достижения», а преподаватели выступают как участники и модераторы этого процесса.
При оценке прогресса учеников используется методика на основе искусственного интеллекта, которая позволяет подстраивать программу обучения под каждого ребенка.

## Инвестиции
Январь 2020 года - первый инвестиционный раунд на $1,5 миллиона. Инвесторами в равных долях выступили венчурные фонды Bon Angels (Южная Корея) и LETA Capital (Россия).
Декабрь 2020 года - инвестиционный раунд А на $4,25 миллиона. Помимо LETA Capital и BonAngels соинвесторами платформы стали американский фонд LearnStart (группа компаний LearnCapital), фонды TMT Investments и Xploration Capital. Лид-инвестором выступил венгерский фонд PortfoLion, входящий в состав OTP Group.
Август 2021 года - инвестиционный раунд B на $35 миллионов. Ведущими инвесторами стали венчурные фонды Owl Ventures и Goodwater Capital. Участие в раунде также приняли уже инвестировавшие в платформу фонды LETA Capital, PortfoLion, TMT Investments, Xploration Capital и LearnStart.

## Награды и рейтинги
По итогам 2020 года Novakid вошла в ТОП-100 лучших EdTech стартапов в России и странах СНГ по версии международного аналитического агентства HolonIQ.
В 2020 и 2021 годах компания вошлаа в рейтинг ТОП-150 лидеров глобального рынка онлайн-образования по версии международной венчурной корпорации GSV EdTech.
В июне 2021 года Novakid по результатам исследования J’son & Partners признали лучшей онлайн-платформой по обучению детей в сегменте ESL (английский как иностранный язык).
В 2021 году компания заняла 8-е место в рейтинге крупнейших EdTech-компаний России, представленном Smart Ranking и РБК.
Осенью 2021 года компания стала лауреатом премии Jenama Pilihan Pa & Ma, ежегодно присуждаемой сообществом родителей Малайзии лучшим брендам для семьи и детей.

## Социальные проекты

### Международный детский онлайн-лагерь и фестиваль англоязычной анимации Easy Breezy Virtual Camp
Летом 2021 года Novakid организовала международный детский онлайн-лагерь Easy Breezy Virtual Camp. Мероприятие объединило почти 7 тыс. детей из более чем 40 стран мира. Участие в лагере и доступ ко всему контенту были бесплатными. На протяжении семи недель дети занимались английским с учителями-носителями языка, создавали поделки на мастер-классах, а также смотрели мультфильмы на английском.
В программу фестиваля анимации онлайн-лагеря вошли 35 короткометражных мультфильмов и эпизодов мультсериалов от режиссеров из США, Великобритании, Ирландии, Австралии и Канады. Ряд работ ранее были отмечены наградами престижных международных фестивалей, например, BAFTA Scotland и Annecy International Animated Film Festival. Партнером фестиваля стала советская и российская киностудия «Союзмультфильм». В программу лагеря вошли избранные эпизоды пяти мультсериалов студии: «Зебра в клеточку», «Оранжевая корова», «Тайны Медовой долины», «Приключения Пети и Волка» и «Монсики». Все серии были дублированы на английский.